# 卡利扬 (热尔省)
卡利扬（法語：Callian，法語發音：[kaljɑ̃]）是法国热尔省的一个市镇，属于欧什区。

## 地理
卡利扬（43°37'44"N, 0°16'39"E）面积7.91 平方千米，位于法国奧克西塔尼大區热尔省，该省份为法国西南部内陆省份，北起顺时针与洛特-加龙省、塔恩-加龙省、上加龙省、上比利牛斯省、大西洋比利牛斯省和朗德省接壤。
与卡利扬接壤的市镇（或旧市镇、城区）包括：巴苏、卡斯泰尔诺当格莱、卡佐当格莱斯、大佩吕斯。

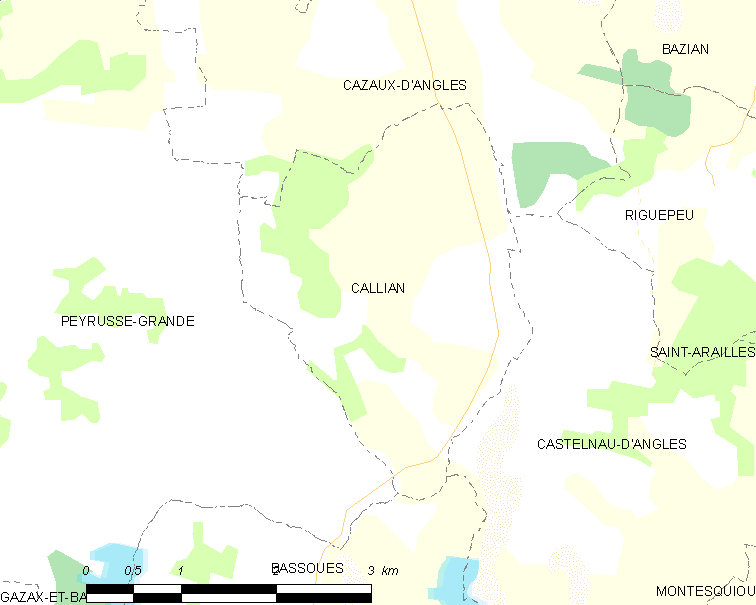
的OSM定位图

卡利扬的时区为UTC+01:00、UTC+02:00（夏令时）。

## 行政
卡利扬的邮政编码为32190，INSEE市镇编码为32072。

## 政治
卡利扬所属的省级选区为弗藏萨克县。

## 人口

1962-2008年间人口变化图示

卡利扬于2022年1月1日时的人口数量为53人。